# Децим Велий Руф Юлиан
Децим Велий Руф Юлиан (на латински: Decimus Velius Rufus Iulianus; † 182) e политик и сенатор на Римската империя през 2 век.
Вероятно е роднина с Децим Велий Фид (суфектконсул 144 г.). През 178 г. Юлиан е консул заедно със Сервий Корнелий Сципион Салвидиен Орфит.